# Kasteel van Chaussins
Het Kasteel van Chaussins (Frans: Château de Chaussins) is een kasteel in de Franse gemeente Abrest. Het kasteel is een beschermd historisch monument sinds 1980.